# Bertharius von Verdun
Bertharius von Verdun (lateinisch Bertarius Virdunensis, französisch Bertaire de Verdun)(* ca. 875; † nach 925) war Kanoniker einer Kirche in Verdun, die später mit der erst 952 gegründeten Benediktinerabtei Saint-Vanne in Verdun in Verbindung gebracht wurde.
Bertharius war Priester und Chronist des Bistums Verdun. Um das Jahr 888, das erste Herrschaftsjahr Arnolfs von Kärnten als König des Ostfrankenreiches, brannte die Domkirche von Verdun ab und verlor dabei den größten Teil ihrer Bücher. Bertharius rekonstruierte aus dem, was er gelesen und gehört hatte, die Geschichte der Verduner Bischöfe. Im 36. Jahr der Amtszeit von Bischof Dado (Amtszeit 880 – 923), also im Jahr 915, vielleicht auch erst 916/917, entstand die dem Bischof gewidmete Chronik der ersten 31 Bischöfe des Bistums.
Seine Schrift Excerptum domni Bertarii sacerdotis in gestis pontificum sanctae Virdunensis aecclesiae ad domnum Dadonem eiusdem sedis antistitem, von Georg Waitz mit der Fortsetzung unter dem Titel Gesta episcoporum Virdunensium veröffentlicht, ist ein typisches Beispiel für die historiographische Gattung der Gesta episcoporum.
Bertharius ist auch bekannt auf Lateinisch als Bertarius Virdunensis, oder auf Französisch als Bertaire de Verdun und in vielen Variationen wie Bertarius sacerdos, Bertarius Decanus, Bertarius Sancti Vitoni, Bertarius Sancti Vitoni Virdunensis, Bertarius von Verdun, Bertharius, Berthar, Bertaire Chanoine, Bertaire de Saint-Vanne, Bertaire, Berthaire, Bercharius, Bercarius.

## Edition
- Georg Waitz: Gesta episcoporum Virdunensium auctoribus Bertario et anonymo monachis S. Vitoni. In: Georg Heinrich Pertz u. a. (Hrsg.): Scriptores (in Folio) 4: Annales, chronica et historiae aevi Carolini et Saxonici. Hannover 1841, S. 36–51 (Monumenta Germaniae Historica, Digitalisat)
  - nachgedruckt bei Jacques-Paul Migne: Patrologiae cursus completus, series latina, Band 132, 1853, Sp. 501–528, der Text des Excerptum auf Sp. 507–516.